# Jamides ayrus
Jamides ayrus är en fjärilsart som beskrevs av Hans Fruhstorfer 1916. Jamides ayrus ingår i släktet Jamides och familjen juvelvingar. Inga underarter finns listade i Catalogue of Life.